# Holenderskie Indie Wschodnie
Holenderskie Indie Wschodnie (niderl. Oost-Indië lub Nederlands-Indië, indonez. Hindia Belanda, malajski Hindia Timur Belanda) – nazwa kolonii założonej przez Holenderską Kompanię Wschodnioindyjską, która pozostawała pod bezpośrednim zwierzchnictwem Królestwa Holenderskiego od 1799 r. aż do uzyskania niepodległości przez Indonezję w 1949 r. Chociaż większość Holenderskich Indii Wschodnich obejmuje współczesną Indonezję, niektóre części Holenderskich Indii Wschodnich stały się częścią Malezji.Na mocy angielsko-holenderskiego traktatu z 1824 r. Holendrzy scedowali gubernatorstwo holenderska Malakka na rzecz Wielkiej Brytanii, co doprowadziło do jej ostatecznego włączenia do Malakka (stan) współczesnej Malezja.

## Początki
Holenderskie Indie Wschodnie nie powstałyby, gdyby nie pierwsze ekspedycje finansowane przez kupców niderlandzkich (głównie z Amsterdamu), takie jak m.in. wyprawy J.H. van Linschotena w 1582 r., Jacoba van Necka w 1598 r. oraz Cornelisa de Houtmana w 1595 r., który dotarł do Bantamu, leżącego na Jawie nad Cieśniną Malakka (obecnie indonezyjska prowincja Banten). Początkowo ich poczynania były utrzymywane w tajemnicy ze względu na to, że Traktat z Tordesillas przydzielał rejon ten Portugalii. Jednak ceny, jakie osiągano za przyprawy z tego regionu, sprawiły, że kolonizacja holenderska w tym rejonie postępowała bardzo szybko.

## Holenderska Kompania Wschodnioindyjska (VOC)
Holenderska Kompania Wschodnioindyjska (Verenigde Oostindische Compagnie, w skrócie VOC), która powstała w 1602 r. umożliwiła realizację większych przedsięwzięć dzięki połączeniu wysiłków pojedynczych kupców w formę prawno-organizacyjną spółki akcyjnej. Szybkie i wysokie zyski, jakie osiągano za handel korzeniami, sprawiły, że VOC szybko zgromadziła fundusze na kosztowne i niebezpieczne wyprawy zamorskie od inwestorów, zwabionych chęcią łatwego zysku. W 1605 r. jedna z takich wypraw kupieckich zajęła portugalski fort na wyspie Ambon (Moluki) i przekształciła go w pierwszą umocnioną bazę VOC w tym rejonie. Mimo podpisania w Antwerpii w 1609 r. tzw. „Rozejmu dwunastoletniego” pomiędzy Hiszpanią a Holandią, ekspansja tego ostatniego kraju w Azji nie została zatrzymana. Punktem, z którego wychodziły wszystkie przedsięwzięcia (bardziej kupieckie niż kolonialne) na wyspach indonezyjskich, stała się założona na Jawie faktoria w Batawii. To właśnie stąd prowadziła gęsta sieć połączeń handlowych z ważniejszymi miastami azjatyckimi (szczególnie intratny, mimo że trudny, stał się handel z Japonią oraz Chinami). Przy czym imperium kolonialne VOC posiadało jedną słabość, jego działalność była całkowicie nastawiona na zysk, a to powodowało, że oszczędzano na uzbrojeniu i żołnierzach, co później miało się srogo zemścić podczas konfliktów z monarchiami absolutnymi (głównie Francją i Anglią).
Stan posiadania Holendrów w Azji w XVII wieku stale się zwiększał, po kolei zajęto: Malakkę w 1641 r., królestwo Aceh na Sumatrze w 1667 r., Makasar w 1669 r. i ostatecznie Bantam w 1682 r. Ponadto wyparto Brytyjczyków z południowo-zachodniej Sumatry (Bencoolen) po okresie ostrej rywalizacji. Szczególne zasługi w rozwoju kolonii położyli Jan Pieterszoonn Coen, Anthonie van Diemen (1636–45) i Joan Maetsuyker (1653–78). Podstawą handlu holenderskiego stał się w szczególności pieprz, który cieszył się w Europie największą popularnością. Duże zyski osiągano też z tzw. „handlu wyspiarskiego” (inlandse handel) – pomiędzy poszczególnymi wyspami indonezyjskimi, który polegał na wymianie towaru za towar, przy każdej takiej transakcji osiągano zysk w postaci srebra z Ameryki, które było cenione bardziej na wschodzie niż w Europie.
Kompania Wschodnioindyjska przez długi czas cieszyła się monopolem korzennym, który spowodował, że w jej koloniach zaczęły się rozwijać monokultury rolnicze, np.: goździki na Ambonie, drzewo sandałowe na Timorze, gałka muszkatołowa na wyspach Banda i cynamon na Cejlonie. W ten sposób wszystkie z tych wysp były silnie uzależnione jedna od drugiej i doszło do wytworzenia się lokalnego systemu gospodarczego, który funkcjonował jak naczynia połączone. Każdy z rejonów (wysp) obowiązany był do dostarczania określonego rodzaju produktów w formie obowiązkowych dostaw (kontyngentów). Holendrzy w zasadzie nie tworzyli rozbudowanego systemu zarządzania swoimi dominiami na archipelagu i zadowalali się lojalnością lokalnych władców (regentów), którzy dochowywali im posłuszeństwa.

## Wyspy indonezyjskie pod kontrolą rządu holenderskiego

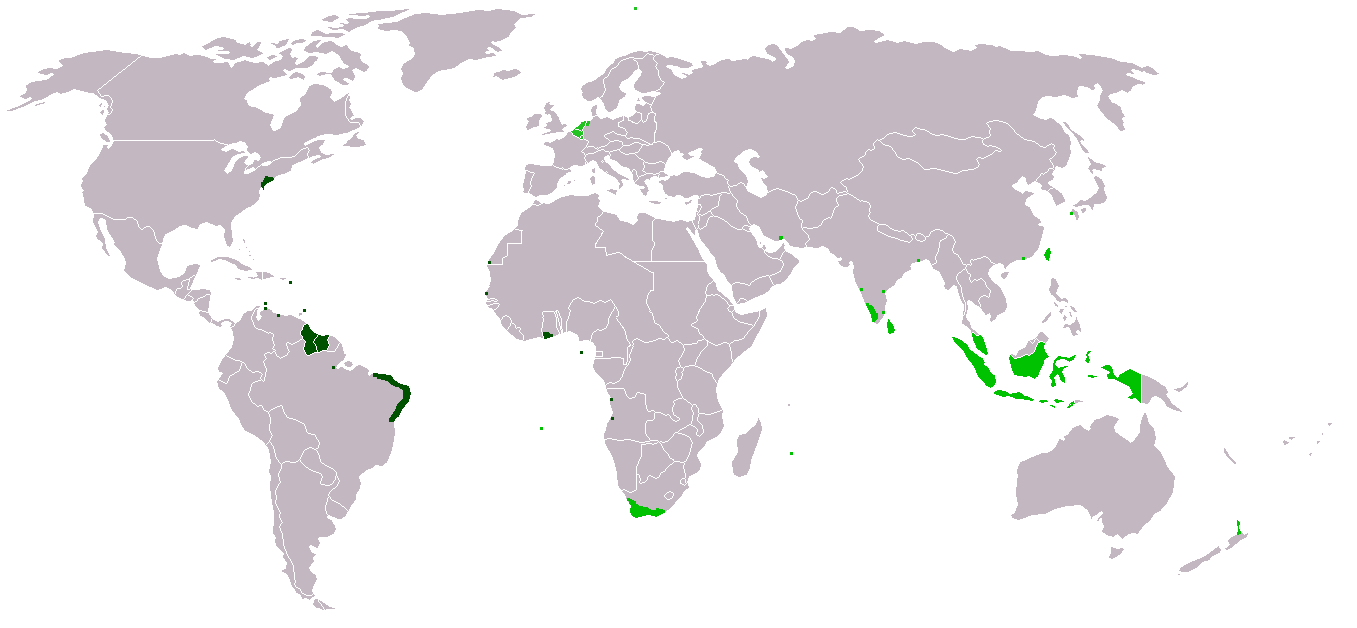
Holenderskie posiadłości kolonialne (posiadłości Kompanii Wschodnioindyjskiej – jasnozielony kolor)

Około 1700 r. system kolonialny funkcjonujący w ramach VOC doskonale się sprawdzał i doprowadził do wytworzenia państwa w państwie i liczącej się siły militarnej na archipelagu. Jednak w ciągu XVIII wieku znaczenie Kompanii cały czas słabło, monopol gospodarczy był podkopywany przez przemyt i szmugiel. Rosły koszty funkcjonowania administracji kolonialnej, panoszyła się korupcja wśród urzędników, którzy nie zawsze działali w interesie swojego pracodawcy. W 1799 r. VOC została zlikwidowana a jej kolonie w Azji Południowo-Wschodniej dostały się w 1811 r. pod krótkie zwierzchnictwo Anglii i zostały zwrócone po wojnach napoleońskich rządowi Holandii, który przejął nad nimi kontrolę. Malakka i Półwysep Malajski zostały odstąpione Anglii w 1824 r. po podpisaniu traktatu angielsko-holenderskiego. W 1826 roku wprowadzono gulden Holenderskich Indii.
W latach 1825–1830 doszło do wybuchu powstania ludności tubylczej na Jawie pod przywództwem Pangerana. Walki przeciągały się ze względu na ich partyzancki charakter, ale w końcu powstańcy zostali spacyfikowani, a Pangerana wygnany na Celebes. Mniej więcej w tym samym czasie na Sumatrze doszło z kolei do walk na tle religijnym (tzw. Wojna Padri) z administracją holenderską, spokój udało się tu przywrócić dopiero w 1837 r.
W latach trzydziestych wprowadzono nowy model gospodarczy w kolonii tzw. Cultuurstelsel (System kultywacji). Polegał on na tym, że każda wioska miała przeznaczać jedną piątą swych upraw na cele eksportowe. Dzięki jego wprowadzeniu udało się zwiększyć wpływy do budżetu holenderskiego, a kolonia przynosząca ostatnio straty rozkwitła. W latach 1873–1908 Holendrzy prowadzili walki o podporządkowanie prowincji Aceh na Sumatrze, co udało im się dopiero po zaciekłych walkach z rebeliantami. W tym okresie zaczyna się także powiększać liczba ludności pochodzenia europejskiego, która zajmuje najlepiej płatne stanowiska w administracji i w handlu. Dochodzi także do niebywałej eksplozji demograficznej (w szczególności wyspy Jawa) ludności tubylczej opartej głównie na pracochłonnej uprawie ryżu na polach zalewowych.
Po I wojnie światowej doszło do rozbudzenia świadomości narodowej Indonezyjczyków. Powstały partie polityczne, takie jak: Nacjonalistyczna Partia Indonezji (z Sukarno na czele) czy Indonezyjska Partia Komunistyczna. W reakcji na to Holendrzy rozpoczęli represjonowanie działaczy niepodległościowych (m.in. uwięzili Sukarno).
W latach 1942–1945 w czasie II wojny światowej archipelag został zajęty przez Japończyków, którzy zostali zwabieni tu głównie przez bogate złoża ropy naftowej. Po wybuchu walk niepodległościowych w 1949 r. doszło do utworzenia niepodległego państwa indonezyjskiego. Formalne przekazanie niepodległości odbyło się 27 grudnia, gdy w amsterdamskim pałacu królewskim Królowa Holandii Juliana, w obecności indonezyjskiego premiera Mohammad Hatty formalnie przyznała suwerenność Indonezji i stanęła na czele Unii Holendersko-Indonezyjskiej. Stolica Indii Holenderskich – Batawia została przemianowana wówczas na Dżakartę i została stolicą republiki. Z dawnych posiadłości holenderskich jedynie zachodnia część wyspy Nowa Gwinea należała do Holandii, ale w 1961 r. armia indonezyjska wkroczyła na ten teren. Wywiązały się wówczas krótkotrwałe walki, które zakończyły się dopiero pod naciskiem Stanów Zjednoczonych, które nakłoniły Holandię, aby ta zrzekła się swoich roszczeń, a Indonezja uzyskała nową prowincję pod nazwą Irian Zachodni.